# کلشیسین
کلشی‌سین (به انگلیسی: Colchicine) دارویی است که در درمان نقرس و بیماری بهجت، مورد استفاده است. در درمان نقرس، تجویز داروهای ضدالتهاب غیراستروئیدی و کورتیکواستروئیدها، بر تجویز کلشی‌سین اولویت دارند. کلشی‌سین در درمان پریکاردیت و تب مدیترانه‌ای فامیلیال نیز مورد استفاده است و به‌صورت خوراکی مصرف می‌شود و مالیده شود.

## موارد مصرف
کاربرد اصلی آن نقرس است. در آمیلوئیدوز و بیماری بهجت و تب مدیترانه‌ای فامیلیال نیز مصرف می‌شود.
در درمان مبتلایان به پریکاردیت ایدیوپاتیک یا ویروسی بدون عارضه نیز همراه با داروهای ضدالتهاب غیراستروئیدی یا به تنهایی مصرف می‌شود.
داروهای ضدالتهاب غیراستروئیدی، مانع پلیمریزاسیون میکروتوبول‌ها می‌شود.
از کلشی‌سین در مصارف آزمایشگاهی در نگه داشتن سلول در حالت پروفاز در مراحل تقسیم میتوز استفاده می‌شود.
در رابطه با امن بودن استفاده از این دارو برای مصرف در حین بارداری اطلاعات دقیقی وجود ندارد اما به‌نظر می‌رسد که مصرف آن، در هنگام شیردهی، مشکل‌ساز نیست. کلشی‌سین با روش‌های مختلفی، التهاب را کاهش می‌دهد. این دارو از ۱۵۰۰ سال پیش از میلاد مسیح، از گیاه زعفران مرغزارتهیه شده و در درمان التهاب مفصل استفاده شده‌است. استفاده از این دارو در ایالات متحده آمریکا از سال ۱۹۶۱، تأیید و آغاز شد و این دارو در سال ۲۰۱۸ با دو میلیون بار تجویز، ۲۰۰اُمین داروی پرمصرف این کشور بود.

## اثرات جانبی
مصرف بیش از اندازهٔ این دارو، ایجاد مشکلات در لوله گوارش می‌کند. اثرات جانبی شدید این دارو، می‌تواند منجر به اوردوز مرگ‌بار، پان‌سیتوپنی و رابدومیولیز شود.بیشتر از ۰،۸۰ گرام کلشیسین برای هر کیلوی بدن باعث مرگ میشود و حتی کمتر هم می‌تواند کسی را کشنده باشه. یک مردی که شصت تا قرص کلشیسین خورده بوده (یعنی۰.۵۰ کلشیسین برای هر کیلو) مصرف کرده بود بعد از یازده روز فوت کرده: در پایان تداویش دیده شده که از خود مغزش نیز خونریزی داشته.  
تهوع، استفراغ، عوارض پوستی، کهیر، درماتیت، درد شکم، اسهال، پایین آمدن فشار خون، گیجی، تکرر ادرار، از دیگر اثرات جانبی این دارو هستند.

## تداخلات دارویی
1. کلشیسین میتواند باعث افزایش سطح خونی کلشیسین شود.
2. کلشیسین میتواند جذب ویتامین ب12 را کاهش دهد و در صورت مصرف طوالانی مدت از آن فرد ممکن است مستعد کمبود ویتامین ب۱۲ شود.
3. الکل میتواند باعث مهار اثر کالشیسین شود
4. فنیل‌بوتازون ( باعث افزایش عوارض کلیوی میشود.)